# Lorenzův atraktor

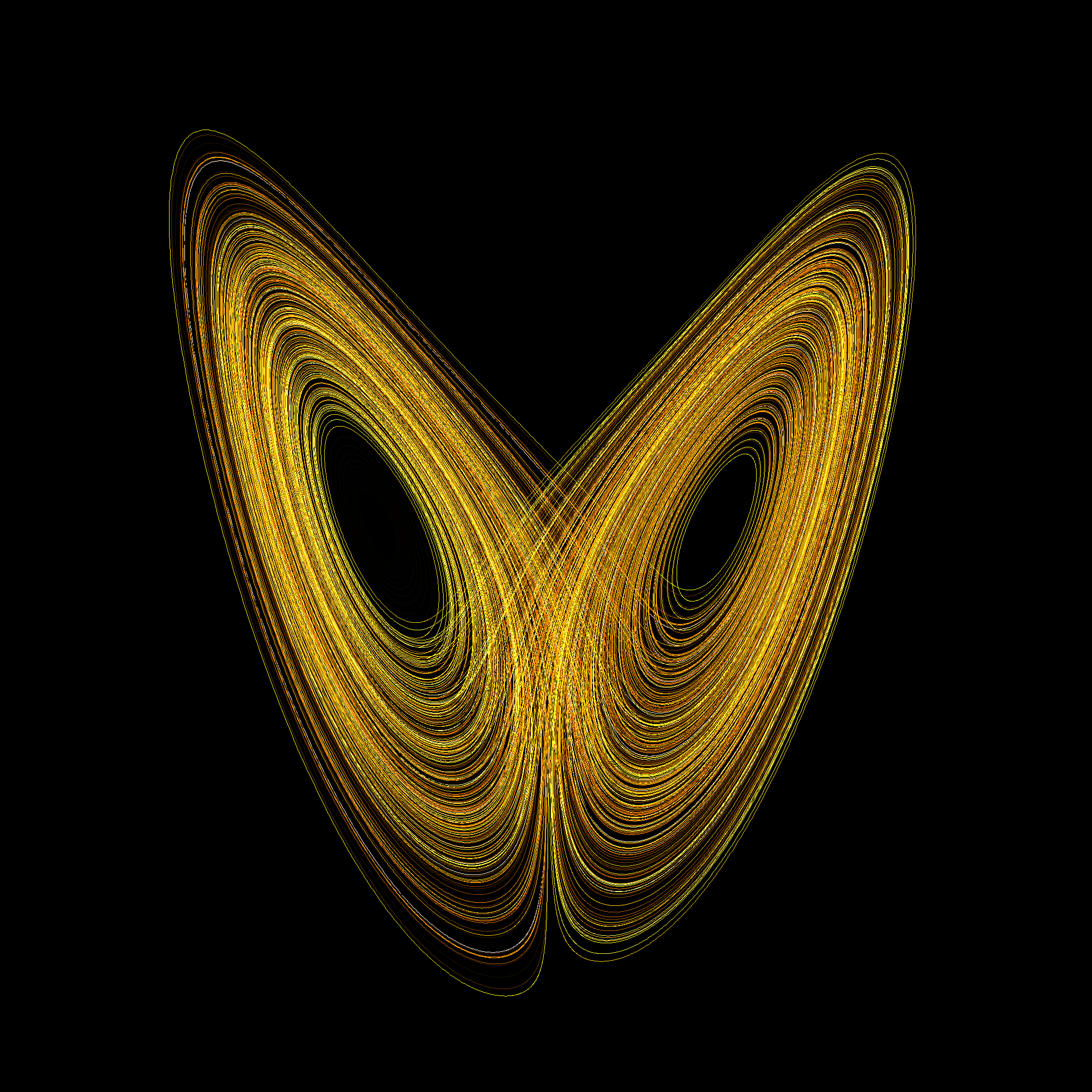
Graf trajektorie Lorenzova systému ve stavovém prostoru pro hodnoty

Lorenzův atraktor, zavedený Edwardem Lorenzem v roce 1963, je nelineární trojdimenzionální deterministický dynamický systém odvozený ze zjednodušených rovnic vynucené konvekce v atmosféře. Pro jistou množinu parametrů systém vykazuje chaotické chování a zobrazuje to, co se dnes nazývá podivný atraktor; to bylo dokázáno W. Tuckerem v roce 2001. Podivný atraktor v tomto případě je fraktál s Hausdorffovou dimenzí mezi 2 a 3. Grassberger (1983) odhadl Hausdorffovu dimenzi na {\displaystyle 2{,}06\pm 0{,}01} a korelační dimenzi na {\displaystyle 2{,}05\pm 0{,}01}.
Systém vzniká v laserech, dynamech, a specifických vodních kolech.
{\displaystyle {\frac {\mathrm {d} x}{\mathrm {d} t}}=\sigma (y-x)}
{\displaystyle {\frac {\mathrm {d} y}{\mathrm {d} t}}=x(r-z)-y}
{\displaystyle {\frac {\mathrm {d} z}{\mathrm {d} t}}=xy-bz}
kde {\displaystyle \sigma } je Prandtlovo číslo a {\displaystyle r} je Rayleighovo číslo (redukované). {\displaystyle \sigma ,r,b>0}, ale obvykle {\displaystyle \sigma =10},
{\displaystyle b=8/3} a {\displaystyle r} se mění. Systém vykazuje chaotické chování pro {\displaystyle r=28}, ale zobrazuje zamotané periodické orbity pro další hodnoty {\displaystyle r}. Například pro {\displaystyle r=99{,}96} vzniká {\displaystyle T(3,2)} prstencové klubko.